# Зелений Гай (Прилуцький район)
Зелений Гай — селище в Чернігівській області України, входить до складу Талалаївської селищної громади. За адміністративним поділом до липня 2020 року село входило до Талалаївського району, а після укрупнення районів входить до Прилуцького району. До 2017 року було підпорядковане Красноколядинській сільській раді. Населення становить 115 осіб, площа — 0,183 км².

## Історія
На мапі РСЧА 1941 позначене як сах.Дептовский (техн.).